# خانه اجدادی
در فرهنگ چینی، زادگاه یا خانهٔ اجدادی (به چینی: 籍贯) محل خاستگاه خانواده گستردهٔ فرد است. ممکن است جایی باشد که فرد در آن متولد شده یا نباشد. به عنوان مثال، دو نفر ممکن است هر دو در شانگهای به دنیا بیایند، اما زادگاه اجدادشان ممکن است متفاوت باشد.